# HMS Coventry (1757)
Pour les autres navires du même nom, voir HMS Coventry.
Le  HMS Coventry est une frégate de sixième rang de 28 canons construite par les chantiers de Buckler's Hard pour la Royal Navy et lancée le 30 mai 1757. Il est capturé par la France en 1783 et démoli en 1786. Le navire est le premier de la classe Coventry qui compte 20 frégates de 1756 à 1783.

## Histoire

### Conception
La frégate est conçue par l’architecte naval Thomas Slade « […] suivant les dimensions du Tartar (en) avec quelques modifications intérieures si nécessaire […] », réalisant en cela une nouvelle adaptation du HMS Lyme (en). Douze autres frégates vont être produites par la suite suivant les dimensions du Coventry en 1756 et 1763, puis cinq autres avec un plan modifié. Au total 20 frégates de la classe Coventry vont être construites de 1756 à 1783 en quatre versions différentes.

### Guerre de Sept Ans (1756 - 1753)
Le Coventry prend son service peu après son lancement. Le 19 décembre 1757, il prend en chasse un corsaire français de 14 canons, le Diamond ; celui-ci prend feu et explose en raison d’étincelles provenant des canons et ayant atteint la réserve de poudre. Cinq jours plus tard, en compagnie du HMS Brilliant (en), une frégate de 36 canons, le Coventry capture le Dragon, un corsaire de 24 canons. Dans l’affrontement 6 hommes du Coventry sont blessés ; de son côté, le corsaire déplore 4 tués et 10 ou 12 blessés. Près de 280 marins français sont pris en charge à bord du Coventry et du Brilliant.
La frégate participe à la bataille des Cardinaux le 20 novembre 1759 sous les ordres de Francis Burslem.

### Guerre d'indépendance des États-Unis (1775 - 1783)
Le 10 août 1778, l’escadre d’Edward Vernon (en), composée du Rippon (en), du Coventry, du Seahorse, du Cormorant et du bâtiment de la Compagnie britannique des Indes orientales, le Valentine, rencontre la flotte du capitaine de vaisseau Tronjoly (en), faisant office de chef d’escadre ; celle-ci est composée du vaisseau de ligne de 64 canons Le Brillant, de la frégate La Pourvoyeuse et de trois navires plus petits, la Sartine, le Lauriston et le Brisson. Pendant deux, les forces s’affrontent sans désigner de vainqueur. Les Français rompent le combat et l’escadre Britannique est trop endommagée pour engager une poursuite. Cette dernière déplore 11 tués et 53 blessés ; le constat pour le Coventry est de un mort et vingt blessés.
Le 25 août suivant, le Seahorse, en compagnie du Coventry, capture la Sartine qui patrouille au large de Pondichéry avec la Pourvoyeuse.
Le 12 août 1782, le Coventry, commandé par Andrew Mitchell, rencontre, au large de Ceylan, la frégate française Bellone. Celle-ci prend la fuite après deux heures et demie de combat et se réfugie près de Batticaloa. Le Coventry perd 15 hommes dans cet affrontement et déplore 19 blessés.
William Wolseley prend le commandement du Coventry le 14 septembre 1782. Dans la nuit du 12 janvier 1783, il se dirige vers quatre gros navires au large de Ganjam, les prenant pour les Indiamen qu'il recherche pour les convoyer vers Calcutta. Ils se révèlent être des vaisseaux français de la flotte de Suffren. Le Coventry n’a d’autre choix que de se rendre lorsque les Français ouvrent le feu.

### Fin de carrière
Le Coventry est envoyé à Brest, où il est désarmé en janvier 1785 et démoli en 1786.